# Kenpo kai
Kenpo-Kai (拳法會) este o Artă Marțială tradițională japoneză Budō, cu ceva influențe din China.
Kenpo-Kai înseamnă « Reuniunea metodelor pumnului » (拳 ken = pumn, 法 pō = metodă sau sistem, 會 kai = reuniune).

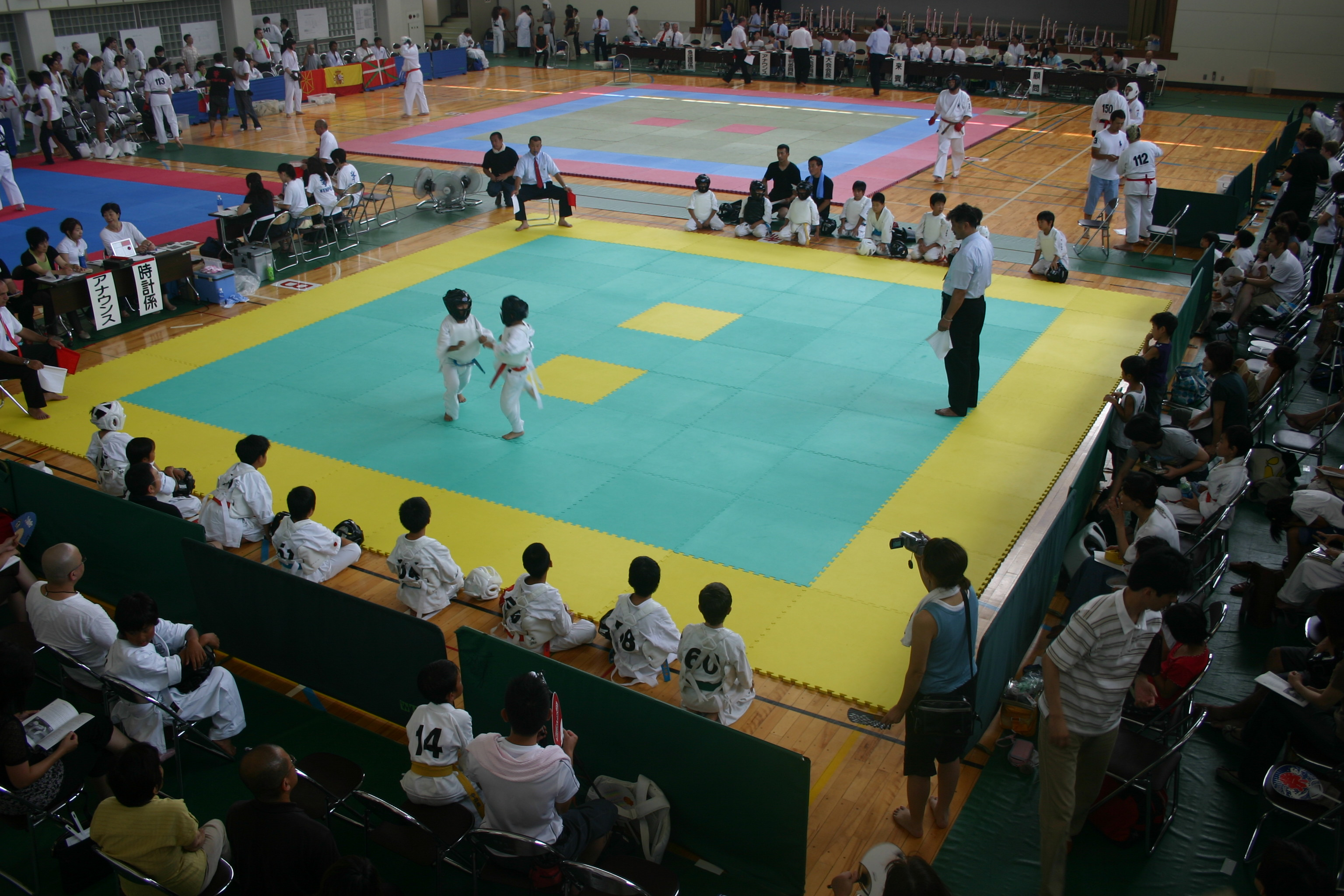

## Origini
Un călugăr Shaolin cu numele Jiang își învăța familia sistemul de luptă shaolin quan ca să poată să se apere de atacurile hoților (pentru că familia lui fusese atacată în numeroase ocazii). Acest sistem de luptă a fost transmis din generație în generație în cadrul aceleiași familii, fiind numit în cele din urma jiang quan (box al familiei Jiang).
În timpuri de Shogunato Tokugawa, un tânar aventurier japonez cunoscător al Artei kashima shinto ryū al cărui nume era Tawada Ishizaka călatorește in China și în călătoria lui prin această țară, petrece mai mulți ani cu familia Jiang. Când se căsătorește cu una din fiicele Maestrului, este admis ca elevul său și cunoaște Arta lui de luptă.
Când se întoarce în Japonia cu copiii săi, Tawada decide, pentru a trăi, să creeze un grup teatral, făcând spectacole bazate pe cunoștințele lui de jiang chuan, în japoneză Shouken. Tawada deja la o vârsta avansata, îi cedeaza fiului său partea cea mai spectaculară din reprezentațiile lui. Cu timpul, acesta codifică și dezvolta practica acestei Artă Marțială, introducând unele elemente din kashima shinto ryū, stil pe care el îl practicase în tinerețe; oferindu-i stilului o personalitate proprie. El transmite acest stil urmașilor săi și din această practică va apărea ishizaka ha kenpō.
Ultimii maeștrii ai ishizaka ha kenpō au fost Koiso Ishizaka (1915-1966), fratele său Kazuo (1921-1998) și fiul lui Koiso, Sotoki Ishizaka (1943-1987).
Kazuo Ishizaka, la începutul anilor 60, se pune în contact în China cu un urmaș al familiei Jiang, Maestrul Rou Jiang (1889-1978), devine elevul acestuia și se antrenează câțiva ani sub tutela lui, recuperând tehnicile pierdute din stilul Shouken.
La sfârșitul anilor 60, Kazuo Ishizaka, termină de codificat Kenpo-Kai după un studiu exhaustiv al sistemelor de lupta care creaseră Arta familiei lui, cu intenția de a recupera și a integra tehnicile pierdute din stilul Shouken, cu stilul ishizaka ha kenpō și stilul kashima shinto ryū. Fiind unul din cele mai mari sprijine pentru acest obiectiv, Marele Maestru Chiaki Ohashi.
Este în acest moment când se naște stilul Kenpo-Kai, așa cum îl cunoaștem.
Stilul Kenpo-Kai are principiile filozofice proprii in spiritul samuraï al bushidō.
În anul 1969 începe să se predea în mod oficial Kenpo-Kai tuturor acelor persoane care vor să învețe, fie orientale sau occidentale, deoarece ishizaka ha kenpō era predat doar membrilor familiei Ishizaka sau în cercuri foarte reduse.
În 1987, Maestrul Sotoki Ishizaka, moare într-un accident de trafic în Brazilia. În 1998, Maestrul Kazuo Ishizaka decedează, creându-se o mică nesiguranță despre viitorul stilului Kenpo-Kai.
Marele Maestru Chiaki Ohashi preia Kenpo-Kai, devenind președintele mondial în anul 2000. Marea lui ispravă a fost reorganizarea si unificarea la nivel mundial a acestei Artă Marțială în căutarea unei mai mari răspândire și recunoaștere la nivel internațional pentru Kenpo-Kai.

## Tehnici
Stilul Kenpo-Kai este legat de studiul de atemi (lovituri la corp), de nage, Gaeshi, katame, jime (aruncări, contraatacuri, inmobilizări și ștrangulări) cu mâinile goale sau cu arme.
Instrucția actuală conservă etapele tradiționale de predare. 
Învățarea acestui stil cuprinde sistemul intern (uchiho), ce se caracterizează pentru practicarea respirației, meditației, energia internă, filozofia, medicina orientală, practica mentală…..
Cealaltă parte care o cuprinde stilul Kenpo-Kai tradițional este sistemul extern (sotoho), al cărui caracteristici sunt dezvoltarea controlului corpului, întărirea, mânuirea armelor tradiționale, studiul stilurilor de luptă de animale și apărarea personala.
În cadrul acestui ultim sistem, exista 3 subsisteme, fiind acestea:
KataihoMetoda dură. Kataiho se corespunde cu învățarea sistemului dur, care folosește lovituri, blocări, feriri...
NyuhoMetoda ușoară. Nyuho-ul se corespunde cu învățarea sistemului ușor sau suav, este o metoda de lupta care se corespunde cu prinderi, aruncări, imobilizări, strangulări și dislocări articulare..
KyohoMetoda hibridă. Sistemul hibrid kyoho este îmbinarea celor două anterioare, combinându-le de forma cea mai eficace; este sistemul cel mai complet de apărare proprie practicat în Kenpo-Kai, și o metoda de autoapărare  efectivă.
ArmeSunt în număr de doisprezece, armele sunt învățate începând cu centura albastră, între ele se găsesc tradiționalele (bō (băț), katana (sabie), nawa, kagi bo) sau mai specifice din Kenpo-Kai (morote tonfa sau tonfa dublu).
KataForme sau combo-uri în Kenpo-Kai, există mai multe kata diferite, și sunt executate individual sau în perechi, cu arme... precum și kata de competiție. Pentru centurile negre există și forme inspirate în animale..
Kenpo-Kai avansatDe la centura neagră primul dan, începe practicarea avansată de Kenpo-Kai. Tehnic și fizic este mai exigent, acest tip de antrenament nu este posibil fără obținerea unei bune baze.
KigeiÎn partea avansată de la Kenpo-Kai se găsesc tehnicile de antrenament energetic (kigei), conține un anume număr de tehnici de respirație precum kokyu go kata (formă de respirație dură), este vorba despre un exercițiu de musculatură isotonică, ce permite dezvoltarea stabilității si concentrației de forță intr-o zonă concretă a corpului, cu scopul de a putea aplica o forță maximă în tehnici și a face corpul mult mai puternic și rezistent. Este începutul tehnicilor de antrenament pentru îmbunătațirea sănătății.
KanpoMedicina Tradițională orientală. Kanpo se compune din tehnici de acupresiune shiatsu, masaje anma, tratament articular seifuku, din kyusho (studiul punctelor vitale) și din alte tehnici adaptate practicii artelor marțiale.

## Competiție
În 1976, se celebrează primul campionat de Kenpo-Kai în orașul japonez Wajajima. 
Aspectul sportiv al stilului Kenpo-Kai este o evoluție modernă care îi permite acestei artă marțială să se adapteze la societatea actuală, adăugând valorile morale și educative la vechile tradiții războinice nipone, printr-un regulament de competiție.
Competiția permite la Kenshi (practicantul de kenpo kai), să obțina calități ca modestia, arătând că rezultatele sportive sunt pasagere, și că mereu trebuie să continuie să evoluționeze și să învețe.
- Competiție tehnică : prezentare de kata individual sau cu o pereche, din programul oficial de învățare.
- Competiție de luptă : se folosesc protecții ca să se evite posibile accidentări; competiția de Kenpo-Kai permite contactul la corp cu exepția pumnilor la cap.

Există trei categorii de luptă :
- Light contact (în categorii infantile și de începători) ;
- Semi-contact (cu pieptar și protecții adaptate) ;
- Full contact (rezervat pentru centurile maron și negru).

## Organizația
Stilul Kenpo-Kai este condus la nivel mundial de International Kenpo Kai Organization cu sediul în Hamamatsu, Japonia, în fiecare continent are o delegație, spre exemplu, în Europa, este European Kenpo Kai Organization cu sediul în Spania și aceasta la rândul ei, în fiecare țară, are o Asociație sau o Federație națională, de exemplu în cazul Spaniei Departamentul Național de Kenpo al Federației Regală Spaniolă de Karate și Discipline Asociate.
Țările în care se practică în ziua de azi Kenpo-Kai sunt următoarele:
- Argentina,
- Australia,
- Spania,
- Franța,
- India,
- Indonezia,
- Japonia,
- Nepal,
- Italia,
- Germania,
- Polonia,
- România,
- Peru,
- Mexic,
- Țările de Jos,
- Noua Zeelandă.
- Canada,

- Președinte Mondial: Chiaki Ohashi, al nouălea dan, președinte IKKO (International Kenpo Kai Organization).
- Președinte pentru Europa : Juan-Mari Vidal, al optulea dan, președinte EKKO (Europe Kenpo Kai Organization).